# Indicopleustes curvatus
Indicopleustes curvatus är en insektsart som beskrevs av Melichar. Indicopleustes curvatus ingår i släktet Indicopleustes och familjen hornstritar. Inga underarter finns listade i Catalogue of Life.